# 長延寺 (長野県南木曽町)
長延寺（ちょうえんじ）は、長野県木曽郡南木曽町吾妻蘭にある真宗大谷派の寺院。山号は義縁山。

## 歴史
延宝7年(1679年)1月、善可という僧が、原治左衛門に提出した宗門改請判の中に、
「蘭(あららぎ)村の宗門改請判については、寛文6年(1666年)から伊那郡の飯田城下にある善勝寺の了寶の弟子である了善という者が行い、以来13年間勤めましたが、延宝七年からは善可が勤めることとなりました」という内容が記述されている。
この資料にある了善については、延宝5年(1677年)の「蘭観音堂」の史料に、
「一、一向宗 信州飯田 高松山善勝寺 弟子 了全 家屋敷 八間拾間 但借屋 右ハ弟ノ地之内ニ罷有候」とある了全と同一人物であると思われる。
これによると了善は蘭村の出身で、弟の家を借りて居住していたようである。
善可の名は、その後、享保9年(1724年)の「信州筑摩郡蘭村検地帳」にも記述されており、少なくともこの間は蘭村に居て法灯を守っていたことが分かる。
また「明治十二月十二日 真宗東派 更生寺院明細帳」には、
宝暦4年(1754年)1月、善勝寺十六世の智洲によって、善勝寺の通所(説教所)として開基され、
安永7年(1778年)3月6日、東本願寺から本尊と寺号の長延寺を賜ったとされる。
明治10年(1877年)7月24日、長延寺が所管の役所へ請願した結果、善勝寺の掛所となって一段昇格した。
しかし蘭村の人々の善勝寺からの独立の思いは強く、深刻な騒ぎにまでなったが、
明治12年(1879年)、ようやく長延寺は一箇寺として独立することができたが、この時の檀家150軒は、善勝寺の預かり檀家ということで妥協している。
なお、江戸時代以来、蘭村では、妻籠の光徳寺の檀家も多く、真宗大谷派の門徒と臨済宗の檀徒の両方が住んで居たが、
明治13年(1880年)光徳寺の檀家72軒が、長延寺の檀家となって真宗大谷派に転宗したので、現在は蘭村の大多数が長延寺の檀家となっている。
昭和25年(1950年)、名実ともに善勝寺から独立し、檀家は長延寺の所属となったが、この時には裁判に持ち込まれて紛糾した。